# 透水性鋪面

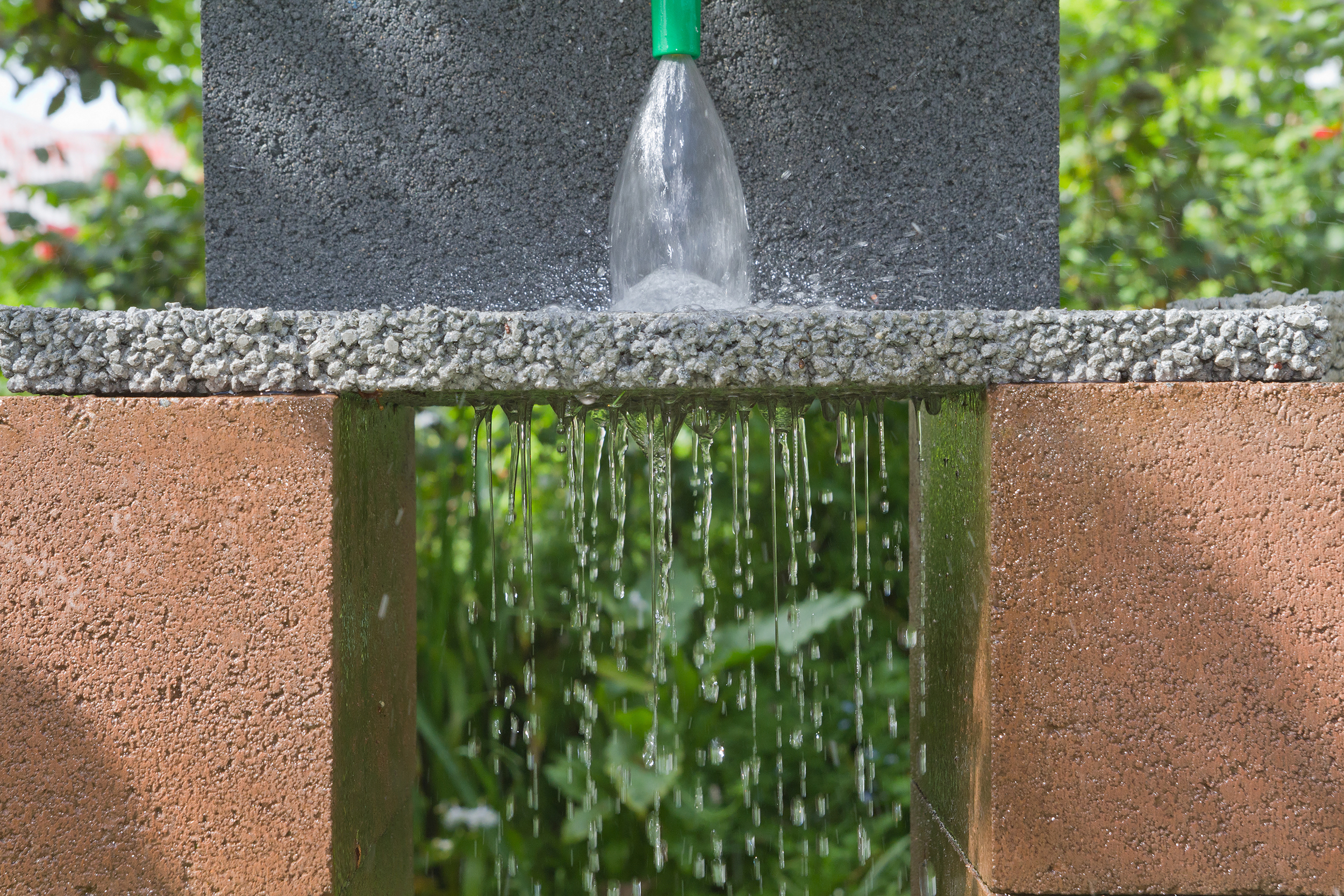
透水鋪面示範

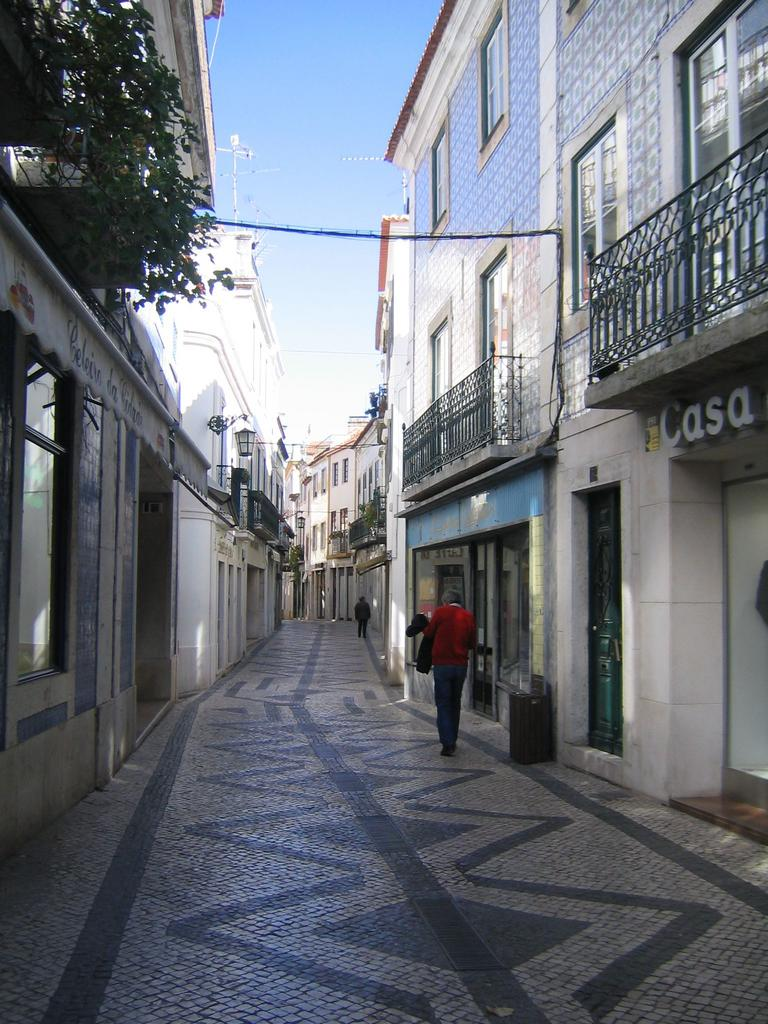
鋪在聖塔倫，葡萄牙

透水性鋪面 讓水能夠滲入土壤的工法，減少路面積水、行車打滑。適用於人行道、露天停車場、露天廣場及交通量不大的車道。在路面設計中，基座是行人或車輛接觸的道路的頂部。用於可滲透鋪路基底的介質可以是多孔的以允許流體流過它，或者可以使用間隔開的無孔介質，使得流體可以在裂縫之間流動。除了減少地表徑流，滲透性鋪路還可以捕獲懸浮固體，從而過濾雨水中的污染物。示例包括道路，路徑和受輕型車輛交通影響的停車場，例如自行車道，服務或緊急通道，道路和機場肩，以及住宅人行道和車道。
雖然一些多孔鋪路材料看起來幾乎與無孔材料難以區分，但它們的環境影響實際上是不同的。無論是透水混凝土或多孔柏油路，所有這些透水材料都能讓雨水滲透並滲透到表面區域，傳統上不受下面土壤的影響。目標是通過過濾基質層中的污染物來控制源頭的雨水，減少徑流並改善水質。

## 優點

### 徑流管理
滲透性鋪路面已被證明在管理不透水表面的地表徑流方面是有效的。大量的城市徑流導致地表水體嚴重侵蝕和淤積。可滲透的路面磚提供堅固的地面，強度足以承受重載，如大型車輛，同時它們允許水通過表面過濾並到達下面的土壤，模仿自然地面吸收。它們可以減少下游洪水和河流侵蝕，並維持河流的基流，以保持生態系統的自我維持。可滲透的路面磚還可以防止草乾燥或死亡時發生的侵蝕，by replacing grassed areas in suburban and residential environments.

### 控制污染物
滲透性鋪路表面將水污染保持在土壤或道路下面的其他材料中，並允許水滲透到地下水補給，同時防止河流侵蝕問題。雨水滲透通常少於不透水的路面，在下游某處有單獨的雨水管理設施。在由於不適宜的土壤條件而無法滲透的區域中，可滲透的路面用於衰減模式，其中水保留在路面中並且在風暴事件之間緩慢釋放到地表水系統。

### 樹
滲透性路面可以為城市樹木提供生長至全尺寸所需的生根空間。結構 - 土壤路面基礎將結構建築骨料與土壤相結合，多孔表面允許重要的空氣和水進入生根區。這將健康的生態和繁榮的城市融為一體，上面有活樹林，城市交通在地，下面還有活樹。

## 缺點

### 徑流量
滲透性路面旨在取代有效的不透水區域，而不是管理現場其他不透水表面的雨水。這種技術的使用必須是雨水總體現場管理系統的一部分，並不能替代其他技術。
此外，在大風暴事件中，多孔路面下方的地下水位可升至更高水平，防止降水被吸收到地下。額外的水儲存在開放的分級碎石排水岩基中並保持到路基可以吸收水。對於粘土基土壤，或其他低到非排水的土壤，重要的是增加破碎的排水岩石基礎的深度，以便在等待滲透時允許水的額外容量。
防止這個問題的最好方法是了解土壤入滲率，並設計路面和基層深度以滿足水量。或者，在路面設計階段允許充足的雨水流失。

### 污染負荷
一些土地用途可能會產生高度污染的徑流，污染物濃度超過雨水中常見的濃度。
這些“熱點”包括商業植物苗圃、回收設施、加油站、工業倉儲、碼頭、一些戶外裝卸碼頭、工廠場、車輛服務和維護區域、以及車輛和設備清洗和蒸汽清潔設施。
於多孔路面是一種滲透實踐，由於地下水污染的可能性，它不應該應用於雨水熱點。應使用針對特定行業或活動的水污染的最佳管理實踐，防止所有受污染的徑流進入雨水排放系統。.

### 重量和交通量
參考來源的不同之處在於低或中等交通量和重量是否適合多孔路面。例如，在卡車裝卸碼頭和高商業交通區域周圍，多孔路面有時被認為是不合適的。

### 設置
當圍繞或排入路面的土地超過20％的坡度時，滲透性路面可能不合適，其中路面是從建築物下坡或基礎上有管道排水的地方。關鍵是要確保從一個場地的其他部分排水並單獨處理，而不是直接進入滲透性表面。

### 氣候
寒冷氣候可能會帶來特殊挑戰。道路鹽含有氯化物，可以通過多孔路面遷移到地下水中。使用雪犁葉片容易損壞表面。沙子不能用於多孔表面上的冰雪控制，因為它會堵塞毛孔並降低滲透性。 雖然有設計修改以降低風險，但滲透徑流可能會凍結在路面下方，導致凍脹。 另一個問題是剝落損壞。 在冬季，灑鹽的多孔混凝土路面僅發生剝落損壞。因此，建議在較溫暖的氣候下進行多孔鋪路。然而，其他材料已被證明是有效的，甚至通過在路面本身保留鹽來降低冬季維護成本。這也減少了被氯化鹽污染的雨水徑流量。 減少凍脹和剝落損壞的多孔路面已在挪威成功使用。此外，經驗表明採取在多孔表面下快速排水的預防措施，以增加地面積雪融化的速度。

### 成本
滲透性攤舖的成本是傳統瀝青攤舖的兩到三倍。然而，使用可滲透鋪路可以降低現場提供更大或更多 降雨逕流非點源污染最佳管理技術（BMPs）的成本，並且這些節省應該考慮到任何成本分析中。

### 壽命和維護
一些可滲透的路面需要經常維護，因為砂礫或礫石會阻塞開放的毛孔。如果不定期進行維護，多孔路面可以開始更像不透水錶面。一些可滲透的鋪路產品容易因誤用而損壞，損壞並不難修復，但在此期間可能看起來不雅觀。傳統的可滲透混凝土鋪砌磚傾向於在相對短的時間內失去顏色，這可能代替或清潔成本高並且主要是由於風化問題。

### 風化
壁癌是一種硬化的鹽結晶沉積物，從混凝土或磚石鋪路機的中心遷移到表面，形成在表面硬化的不溶性碳酸鈣。在給定時間的情況下，這些沉積物形成的非常類似於鍾乳石在洞穴中的形狀，除了在這種情況下在平坦表面上。根據區域，花粉通常呈現白色，灰色或黑色。
隨著時間的推移，風化開始對磚石/混凝土的整體外觀產生負面影響，並且當暴露於潮濕時可能導致表面變得光滑。如果不加以控制，這種風化將變硬，由此鈣/石灰沉積物通過緩慢地侵蝕水泥漿和骨料而開始影響水泥表面的完整性。在某些情況下，它也會使染色或塗層表面變色。
在暴露於過量水分的區域（例如靠近水池甲板，水療池和噴泉或存在灌溉徑流的地方），壁癌形成更快。結果，這些受影響的區域在潮濕時變得非常光滑，從而導致“摩擦係數”的顯著損失。這可能是一個嚴重的公共安全問題，面臨可能的傷害和增加的一般責任索賠。
可以使用壁癌去除劑化學品來去除鈣/石灰積聚而不損害鋪路表面的完整性。

## 類型
多孔路面的安裝並不比密集路面困難，但必須嚴格遵守不同規格和程序。不同系列的多孔鋪路材料對於特定應用具有獨特的優點和缺點。以下是示例：

### 透水混凝土
透水混凝土廣泛可用，可以承受頻繁的交通，並且普遍可以使用。具體的混凝土品質取決於安裝人員的知識和經驗。

### 塑料網格
塑料網格允許100％多孔系統使用結構網格系統來容納和穩定礫石或草皮。根據用途這些網格有各種形狀和尺寸。

### 透水性瀝青舖面
多孔性瀝青混凝土（PAC)使用與常規瀝青混凝土相同的方法生產和放置，其不同之處在於瀝青混合物，多孔性瀝青混凝土使用大量單一尺寸粒料之開放級配。剩餘的大的單一尺寸的聚集顆粒留下開放的空隙，使材料具有孔隙率和滲透性。為了確保路面強度，可以將纖維添加到混合物中，或者可以使用聚合物改性的瀝青粘合劑。通常，多孔瀝青路面設計有地下儲層，該儲層容納穿過路面的水，使其能夠緩慢地蒸發或滲透到周圍土壤中。
開放級配瀝青混凝土（OGFC）是一種多孔瀝青路面，用於高速公路，通過從表面除去水來提高駕駛安全性。與全深度多孔瀝青路面不同，OGFC不會將水排到路面底部。相反，它們允許水滲透到路面的頂部3/4到1.5英寸，然後排到路邊。這可以改善道路的摩擦特性並減少道路噴灑。

### 連鎖高壓磚鋪面
連鎖高壓磚鋪面是混凝土結構，結構之間有開放可滲透的空間。它們具有建築外觀，可以承受輕型和重型交通。

### 透水黏土磚路面
Permeable clay brick pavements 是燒製的黏土磚結構，結構之間有開放可滲透的空間，允許雨水徑流滲透通過。

## 外部連結
- Avoiding Stormwater Running and the Rain Tax （页面存档备份，存于） Nitterhouse Masonry (US)
- PaveShare – Permeable Paving Resources （页面存档备份，存于）
- Technical Note 14D – Permeable Clay Brick Pavements – Brick Industry Association (US)
- "Permable Paving & SUDS" – Precast Concrete Paving & Kerb Assn. (UK)
- Sustainable Drainage: A Review of Published Material on the Performance of Various SUDS Components – Construction Industry Research & Information Assn. (UK)
- "Pervious Concrete Pavement: An Overview" （页面存档备份，存于） – National Ready Mixed Concrete Assn. (US)
- Aquastone （页面存档备份，存于） – Porous paving technical data